# علی‌آباد (خواف)
علی‌آباد، روستایی است از توابع بخش جلگه زوزن و در شهرستان خواف استان خراسان رضوی ایران.

## جمعیت
این روستا در دهستان کیبر قرار داشته و بر اساس سرشماری سال ۱۳۹۶ جمعیت آن (۳۵۰ خانوار) ۱۵۰۰ نفر بوده است.